# Diócesis de Jaboticabal
La diócesis de Jaboticabal (en latín: Dioecesis Iaboticaballensis y en portugués: Diocese de Jaboticabal) es una circunscripción eclesiástica de la Iglesia católica en Brasil. Se trata de una diócesis latina, sufragánea de la arquidiócesis de Ribeirão Preto. Desde el 22 de abril de 2015 su obispo es Eduardo Pinheiro da Silva, de la Pía Sociedad de San Francisco de Sales.

## Territorio y organización
La diócesis tiene 5175 km² y extiende su jurisdicción sobre los fieles católicos de rito latino residentes en 20 municipios del estado de São Paulo: Jaboticabal, Barrinha, Bebedouro, Cândido Rodrigues, Dobrada, Fernando Prestes, Guariba, Monte Alto, Monte Azul Paulista, Pirangi, Pitangueiras, Pradópolis, Santa Ernestina, Taiaçu, Taiúva, Taquaral, Taquaritinga, Terra Roxa, Viradouro y Vista Alegre do Alto.
La sede de la diócesis se encuentra en la ciudad de Jaboticabal, en donde se halla la Catedral de Nuestra Señora del Carmen.
En 2023 en la diócesis existían 43 parroquias agrupadas en 5 foranías: Nossa Senhora Aparecida (Viradouro), Nossa Senhora do Carmo (Jaboticabal), São João Batista (Bebedouro), São Sebastião (Taquaritinga) y Senhor Bom Jesus (Monte Alto).

## Historia
La diócesis fue erigida el 25 de enero de 1929 mediante la bula Sollicitudo omnium del papa Pío XI, obteniendo el territorio de la diócesis de São Carlos do Pinhal (hoy diócesis de São Carlos).
El 13 de junio de 1957, con la carta apostólica Quae in Ecclesia, el papa Pío XII proclamó a la Santísima Virgen María del Monte Carmelo patrona principal de la diócesis.
Originalmente sufragánea de la arquidiócesis de San Pablo, el 19 de abril de 1958 pasó a formar parte de la provincia eclesiástica de la arquidiócesis de Ribeirão Preto.
El 14 de abril de 1973 cedió una parte de su territorio para la erección de la diócesis de Barretos mediante la bula Adsiduum studium del papa Pablo VI.
El 9 de febrero de 2000 cedió otra parte de su territorio para la erección de la diócesis de Catanduva mediante la bula Venerabiles Fratres del papa Juan Pablo II.

## Estadísticas
Según el Anuario Pontificio 2024 la diócesis tenía a fines de 2023 un total de 382 000 fieles bautizados.
| Año                                                                             | Población            | Población | Población      | Sacerdotes | Sacerdotes    | Sacerdotes    | Bautizados por sacerdote | Diáconos permanentes | Religiosos | Religiosos | Parroquias |
| Año                                                                             | Bautizados católicos | Total     | % de católicos | Total      | Clero secular | Clero regular | Bautizados por sacerdote | Diáconos permanentes | Varones    | Mujeres    | Parroquias |
| ------------------------------------------------------------------------------- | -------------------- | --------- | -------------- | ---------- | ------------- | ------------- | ------------------------ | -------------------- | ---------- | ---------- | ---------- |
| 1950                                                                            | 250 000              | 285 000   | 87.7           | 27         | 9             | 18            | 9259                     |                      | 7          | 182        | 24         |
| 1966                                                                            | 300 000              | 350 000   | 85.7           | 42         | 27            | 15            | 7142                     |                      | 17         | 200        | 30         |
| 1970                                                                            | ?                    | 418 377   | ?              | 45         | 29            | 16            | ?                        |                      |            | 248        | 34         |
| 1976                                                                            | 250 000              | 295 000   | 84.7           | 32         | 20            | 12            | 7812                     | 1                    | 13         | 126        | 27         |
| 1980                                                                            | 249 000              | 291 000   | 85.6           | 30         | 21            | 9             | 8300                     | 2                    | 9          | 127        | 28         |
| 1990                                                                            | 311 000              | 356 000   | 87.4           | 38         | 32            | 6             | 8184                     | 3                    | 6          | 101        | 29         |
| 1999                                                                            | 450 000              | 500 000   | 90.0           | 50         | 39            | 11            | 9000                     | 1                    | 13         | 69         | 39         |
| 2000                                                                            | 404 000              | 449 000   | 90.0           | 49         | 39            | 10            | 8244                     | 1                    | 12         | 72         | 40         |
| 2001                                                                            | 400 000              | 435 000   | 92.0           | 53         | 45            | 8             | 7547                     | 1                    | 10         | 74         | 36         |
| 2002                                                                            | 400 000              | 435 000   | 92.0           | 52         | 45            | 7             | 7692                     | 1                    | 9          | 86         | 38         |
| 2003                                                                            | 400 000              | 435 000   | 92.0           | 54         | 45            | 9             | 7407                     | 1                    | 11         | 75         | 38         |
| 2004                                                                            | 320 000              | 435 854   | 73.4           | 49         | 41            | 8             | 6530                     | 1                    | 11         | 76         | 39         |
| 2006                                                                            | 327 000              | 446 000   | 73.3           | 58         | 51            | 7             | 5637                     |                      | 10         | 74         | 39         |
| 2013                                                                            | 366 000              | 486 000   | 75.3           | 66         | 56            | 10            | 5545                     | 1                    | 11         | 77         | 42         |
| 2016                                                                            | 375 000              | 498 000   | 75.3           | 62         | 58            | 4             | 6048                     | 16                   | 5          | 67         | 42         |
| 2019                                                                            | 384 000              | 510 000   | 75.3           | 60         | 57            | 3             | 6400                     | 17                   | 3          | 62         | 43         |
| 2021                                                                            | 381 000              | 505 800   | 75.3           | 60         | 58            | 2             | 6350                     | 28                   | 2          | 62         | 43         |
| 2023                                                                            | 382 000              | 508 000   | 75.2           | 61         | 58            | 3             | 6262                     | 28                   | 3          | 52         | 43         |
| Fuente: Catholic-Hierarchy, que a su vez toma los datos del Anuario Pontificio. |                      |           |                |            |               |               |                          |                      |            |            |            |

## Episcopologio
- Antônio Augusto de Assis † (31 de julio de 1931-7 de febrero de 1961 falleció)
- José Varani † (7 de febrero de 1961 por sucesión-7 de junio de 1981 renunció)
- Luiz Eugênio Perez † (7 de junio de 1981-25 de junio de 2003 retirado)
- Fernando Antônio Brochini, C.S.S. † (25 de junio de 2003 por sucesión-15 de octubre de 2014 nombrado obispo de Itumbiara)
- Eduardo Pinheiro da Silva, S.D.B., desde el 22 de abril de 2015